# Axel Tyll
Axel Tyll (* 23. července 1953, Magdeburg) je bývalý východoněmecký fotbalista, záložník.

## Fotbalová kariéra
Ve východoněmecké Oberlize hrál za 1. FC Magdeburg. Nastoupil ve 233 ligových utkáních a dal 32 gólů. V letech 1972, 1974 a 1975 získal s 1. FC Magdeburg mistrovský titul a v letech 1973, 1978 a 1979 východoněmecký fotbalový pohár. V Poháru mistrů evropských zemí nastoupil v 6 utkáních, v Poháru vítězů poháru nastoupil v 18 utkáních a dal 1 gól a v Poháru UEFA nastoupil v 16 utkáních a dal 3 góly. V roce 1974 vyhrál s 1. FC Magdeburg Pohár vítězů pohárů. Za reprezentaci Východního Německa (NDR) nastoupil v letech 1973–1975 ve 4 utkáních.

## Ligová bilance
| Ročník           | Zápasy | Góly | Klub                   |
| ---------------- | ------ | ---- | ---------------------- |
| I. liga 1970/71  | 1      | 0    | 1. FC Magdeburg        |
| I. liga 1971/72  | 23     | 6    | 1. FC Magdeburg        |
| I. liga 1972/73  | 25     | 4    | 1. FC Magdeburg        |
| I. liga 1973/74  | 26     | 3    | 1. FC Magdeburg        |
| I. liga 1974/75  | 20     | 6    | 1. FC Magdeburg        |
| I. liga 1975/76  | 25     | 2    | 1. FC Magdeburg        |
| I. liga 1976/77  | 22     | 2    | 1. FC Magdeburg        |
| I. liga 1977/78  | 23     | 3    | 1. FC Magdeburg        |
| I. liga 1978/79  | 22     | 3    | 1. FC Magdeburg        |
| I. liga 1979/80  | 21     | 2    | 1. FC Magdeburg        |
| I. liga 1980/81  | 10     | 1    | 1. FC Magdeburg        |
| I. liga 1981/82  | 15     | 0    | 1. FC Magdeburg        |
| II. liga 1982/83 | 5      | 2    | FC Einheit Wernigerode |
| II. liga 1983/84 | 9      | 3    | FC Einheit Wernigerode |
| CELKEM I. liga   | 233    | 32   |                        |